# ناثان سميث (لاعب كريكت)
ناثان سميث (15 يوليو 1998 في نيوزيلندا - ) (بالإنجليزية: Nathan Smith)‏ هو لاعب كريكت نيوزلندي. لعب مع فريق أوتاغو للكريكت ‏.

## وصلات خارجية
- ناثان سميث على موقع إي آس بي آن كريك إنفو (الإنجليزية)